# Nippon Yūsei
Die Nippon Yūsei K.K. (jap. 日本郵政株式会社, Nippon Yūsei kabushiki kaisha, engl. Japan Post Holdings Co., Ltd.) ist eine japanische Holdinggesellschaft für die vier Unternehmen, die 2007 aus der Japan Post, dem Nachfolger der japanischen Staatspost, entstanden sind.

## Mitarbeiter
Die Holdinggesellschaft hat 1.533 Mitarbeiter, im gesamten Konsolidierungskreis ist sie jedoch für rund 366.000 Mitarbeiter, davon 171.800 bei der Post, 11.300 bei der Postbank und 18.400 bei der Versicherung, verantwortlich.

## Bereiche und Geschichte
Die JP Group wurde 2006 zur Vorbereitung der Umwandlung der öffentlichen Post in ein privatrechtliches Unternehmen geschaffen. Am 1. Oktober 2007 wurde die Japan Post an die vier Teilbereiche der JP Group übertragen:
- die Postzustellungsdienste an die Japan Post Service (郵便事業株式会社, Yūbin Jigyō K.K.),
- die Postämter an die Japan Post Network (郵便局株式会社, Yūbin Kyoku K.K.),
- die Postbank an die Japan Post Bank (株式会社ゆうちょ銀行 K.K. Yūcho Ginkō) und
- die Lebensversicherung der Post an die Japan Post Insurance (株式会社かんぽ生命保険 K.K. Kampo Seimei Hoken).

Die Positionierung der vier Teilbereiche als voneinander unabhängige Unternehmen und die Übertragung in Privatbesitz sollte nach zehn Jahren abgeschlossen sein. Allerdings beschloss das Unterhaus des nationalen Parlaments – da es sich um einen gemeinsamen Entwurf der drei größten Parteien handelt, gilt die Zustimmung des Oberhauses als sicher – im April 2012 nach mehrjährigen Verhandlungen vor allem auf Drängen der seit 2009 mit regierenden Neuen Volkspartei eine Reform des bereits 2009 abgeschwächten Postprivatisierungsgesetzes: Das neue Gesetz macht keine Zeitvorgabe mehr für die Privatisierung, die Gesellschaften für Zustellungsdienste und Postämter sollen wieder zusammengeschlossen werden und die Postämter werden verpflichtet, weiterhin flächendeckend Post-, Bank- und Versicherungsdienste anzubieten. Außerdem soll ein großer Teil der Privatisierungserlöse für den Wiederaufbau nach dem Tōhoku-Erdbeben 2011 eingesetzt werden.
Am 1. Oktober 2012 schlossen sich die Japan Post Service (郵便事業株式会社, Yūbin Jigyō K.K.) und die Japan Post Network (郵便局株式会社, Yūbin Kyoku K.K.) zur Japan Post Co., Ltd. (日本郵便株式会社, Nippon Yū-bin K.K.) zusammen.
2015 übernahm Nippon Yūsei für 4,5 Mrd. Euro die australische Toll Holdings.
Anfang November 2015 ging Japan Post Holdings sowie ihre Töchter Postbank und Postversicherung im größten IPO des Jahres an die Börse.
Im Februar 2023 erfuhr die Presse, dass Japan Post Holdings  sich von einem Drittel aller Anteile der Japan Post Bank, in Höhe von 9 Milliarden Dollar trennen wird.